# Wolfgang Zeschke
Wolfgang Zeschke (* 27. März 1938) ist ein ehemaliger deutscher Basketballfunktionär und -schiedsrichter.

## Leben
Zeschke war in den 1950er und 1960er Jahren bei Hannover 96 Basketballspieler und -funktionär, leitete zeitweilig die Basketballabteilung des Vereins. Beim VfvB Ruhrort/Laar betätigte er sich in den 1970er Jahren und rief 1980 beim TC Westfalia Rheine eine Basketballabteilung ins Leben. Er übernahm die Leitung die Abteilung, die er 1991 abgab. Im Basketballkreis Münster war er als Schiedsrichterwart, Sportwart und Vorsitzender tätig.
Ab 1982 gehörte Zeschke dem Sportausschuss des Westdeutschen Basketball-Verbands (WBV) an, den er ab 1987 leitete. Im Mai 1989 wurde er Vorsitzender des Westdeutschen Basketball-Verbands und hatte dieses Amt bis 2005 inne. 2009 wurde Zeschke vom WBV der Titel Ehrenpräsident verliehen. Im Deutschen Basketball-Bund (DBB) war er Mitglied des Spitzensportbeirats und der Antragskommission. 2004 wurde Zeschke auf dem DBB-Bundestag mit der Goldenen Ehrennadel des Verbands ausgezeichnet.
Als Basketball-Schiedsrichter leitete Zeschke Bundesliga-Spiele und wurde sowohl in der Bundesliga als auch beim Basketballwettbewerb der Sommeruniversiade 1989 als Technischer Kommissar eingesetzt.